# Cimitero di Sansepolcro
Il cimitero di Sansepolcro è situato in viale Osimo nella città omonima.

## Storia
Il cimitero di Sansepolcro è situato nella prima periferia nord della città, in una zona pedecollinare in lieve declivio. Le colline di confine tra Toscana e Umbria che circondano la città di Sansepolcro avvolgono il cimitero ricreando un anfiteatro naturale costituito da campi coltivati, ulivi, vigne e verdeggianti pendii boschivi.
La parte più antica e monumentale è quella a monte, con ingresso in Via dei Montefeltro. Questa zona si divide in quattro grandi campi di inumazione delimitati da blocchi di loculi e da cappelle gentilizie. Tra queste, quelle delle famiglie Buitoni e Lombezzi (dove si conserva una copia in gesso della Madonna delle Lacrime di Treviglio. Sotto il porticato che separa il primo dal secondo livello trovano spazio le sepolture dei protagonisti del Risorgimento locale.
Il nuovo cimitero di Sansepolcro, progettato nel 1997 dall'architetto Paolo Zermani, prevede di cingere parzialmente il vecchio cimitero ottocentesco posto fra la collina e la città, poco fuori da Porta Fiorentina.
La collocazione del cimitero tra la città e la collina pone l'opera in un potenziale ruolo di mediazione tra il centro storico e il paesaggio.

## Il nuovo cimitero
Il nuovo cimitero si sviluppa su un tracciato rettangolare inglobando completamente sul fronte sud, parzialmente sul fronte nord, il cimitero esistente costruito, attraverso vari accrescimenti, dal 1800 ad oggi. Una maglia quadrata regola la disposizione dei nuovi corpi di fabbrica e dei campi di inumazione contenendo la rotazione del manufatto esistente.
Il corpo perimetrale, costituito da una gradonata in mattoni, si adatta agli andamenti altimetrici che variano, dal lato est al lato ovest, di circa 10 metri lineari, ma riporta il livello di sommità della muratura ad un'unica quota.

### L'esterno
Il cimitero appare così dall'esterno, sviluppandosi sul fronte più lungo per 150 metri lineari, una sorta di basamento delle colline circostanti. Chi sta all'esterno vede il basamento sorreggere il paesaggio, chi sta all'interno vede il paesaggio e il cielo.
Il nuovo cimitero si configura dunque come una sostruzione emersa di una grande architettura incompiuta, come un frammento di cinta muraria.

### L'interno
L'interno è diviso in campi da una maglia quadrata costruita: nei corpi in elevazione sono collocati i loculi, che occupano anche una vasta parte della cinta perimetrale, disposti su quattro livelli in colombari con cornici in travertino. Nei campi sono collocate le sepolture a inumazione.
Le coperture dei corpi costruiti sono raggiungibili e percorribili, determinando così un grande camminamento in quota dal quale osservare la città e il paesaggio.
A questa quota è posto l'ossario, costituito da un grande corpo a croce, traslato rispetto agli andamenti ortogonali delle corti e dei campi e rispetto all'impianto perimetrale, direzionato con l'asse maggiore verso la Porta Fiorentina antico accesso alla città storica.
La grande croce, passeggiata sospesa al cui interno sono depositate le ceneri, si affaccia in sommità al basamento perimetrale, verso la città, introducendo un percorso urbano preciso che indica il nuovo ingresso principale.
Nel 2010 sono stati svolti lavori di ripavimentazione e collocamento scale nella zona di nuova edificazione nella parte nord del complesso cimiteriale.

## Il Sacrario degli Slavi

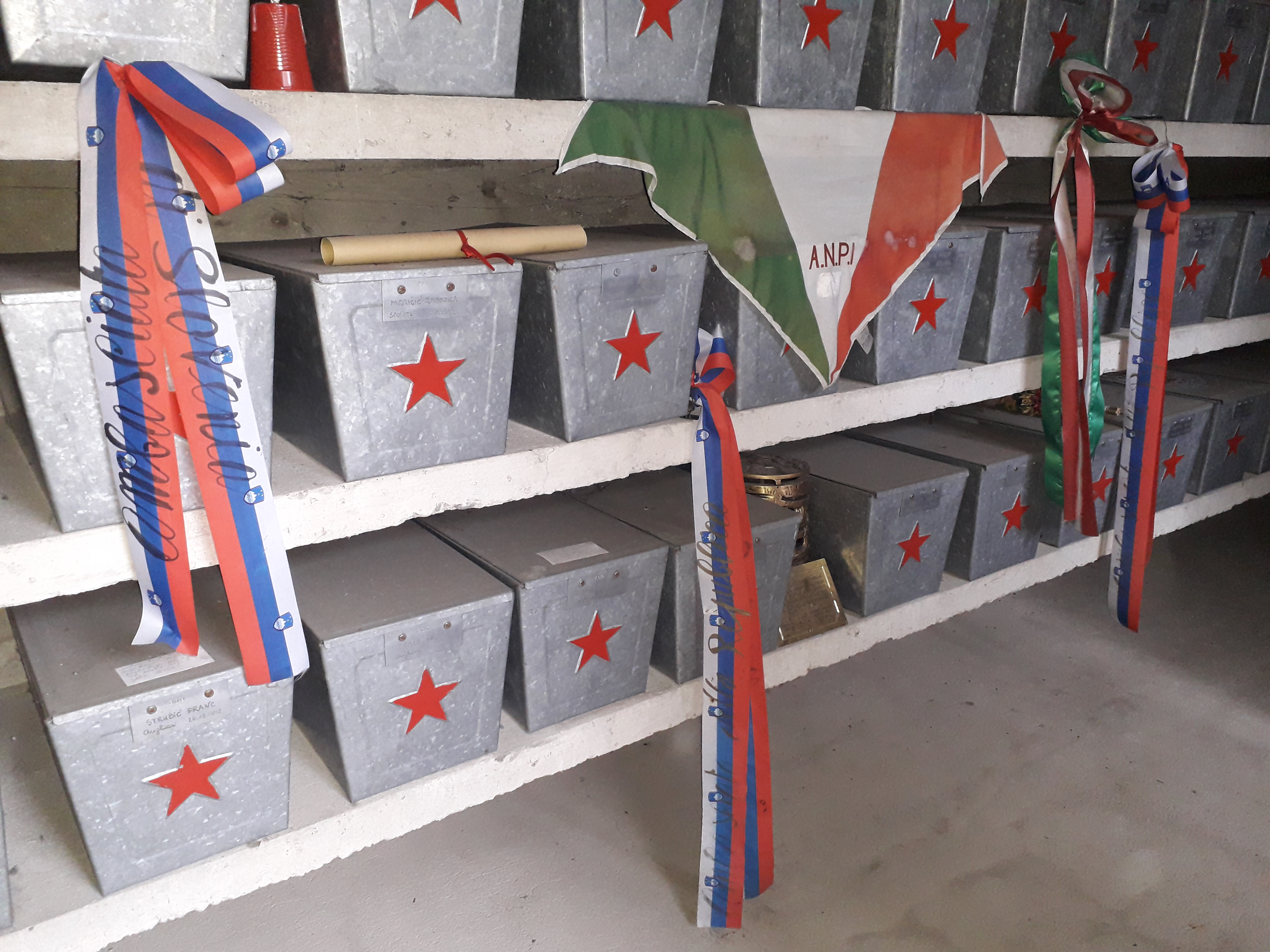
Urne all'interno del Sacrario degli Slavi

All'interno del cimitero è collocato il cosiddetto Sacrario degli Slavi, inaugurato il 15 dicembre 1973. Il Sacrario fu realizzato dal governo jugoslavo dietro progetto dello scultore Jovan Kratohvil. Ospita 446 urne zincate con i resti di altrettanti cittadini jugoslavi, provenienti da tutte le zone dello stato balcanico, ma in particolare modo dalla Slovenia e dalla Croazia, morti in Italia durante la detenzione nei campi di concentramento (160 dei quali morti a Renicci, nel comune di Anghiari) o nella lotta di Liberazione. L'area, oggetto di un curioso contenzioso tra alcune delle repubbliche ex jugoslave all'indomani del conflitto balcanico, secondo alcuni oggi appartiene alla Repubblica Slovena. Il Comune di Sansepolcro, che a partire dal 1991 si è occupato della manutenzione e conservazione della struttura, non ha mai espresso la propria opinione su quale entità politica successiva allo smembramento della Jugoslavia possa essere considerata come legittima referente relativamente alla sovranità sul Sacrario. Nel 2021 il comune ha sottoscritto una convezione per la gestione dell’area con la Repubblica di Slovenia.

## Altre memorie della seconda guerra mondiale
Il 17 settembre 2021 è stata inoltre collocata, nei pressi del sacrario degli Slavi, una lapide commemorativa dedicata ai soldati del II Corpo d'Amata polacco che, giunti a Sansepolcro come forza di occupazione al termine delle ostilità nel 1944, tra 1945 e 1948 si stabilirono definitivamente in città. A motivo di queste presenze, oltre che delle sepolture di alcuni partigiani, il Cimitero di Sansepolcro è oggi uno dei luoghi della memoria italiana legata alla seconda guerra mondiale e alla Resistenza.